# 科嫩山
科嫩山（英語：Mount Kohnen）是南極洲的山峰，位於瑪麗伯德地，美國地質調查局根據測量和美國海軍拍攝的空中照片繪入地圖，以地球物理學家命名，現時由南極條約體系管理。